# (500428) 2012 TY144
(500428) 2012 TY144 es un asteroide perteneciente al cinturón de asteroides, descubierto el 16 de septiembre de 2012 por el equipo del Spacewatch desde el Observatorio Nacional de Kitt Peak, Arizona, Estados Unidos.

## Designación y nombre
Designado provisionalmente como 2012 TY144.

## Características orbitales
2012 TY144 está situado a una distancia media del Sol de 3,064 ua, pudiendo alejarse hasta 3,591 ua y acercarse hasta 2,537 ua. Su excentricidad es 0,172 y la inclinación orbital 5,402 grados. Emplea 1959,27 días en completar una órbita alrededor del Sol.
Los próximos acercamientos a la órbita de Júpiter se producirán el 26 de junio de 2043, el 15 de febrero de 2053 y el 15 de junio de 2102, entre otros.

## Características físicas
La magnitud absoluta de 2012 TY144 es 17.